# Kepler-160
Kepler-160 là một ngôi sao dãy chính nằm trong chòm sao Thiên Cầm trong khu vực quan sát của Sứ mệnh Kepler, một hoạt động của NASA có nhiệm vụ khám phá các hành tinh đất đá. Ngôi sao, rất giống với Mặt trời về khối lượng và bán kính, có hai xác nhận, một chưa được xác nhận và một đã được xác nhận rằng có ít nhất một hành tinh nghi ngờ đang quay quanh nó.

## Nét đặc trưng
Ngôi sao Kepler-160 khá già, không có đĩa bồi tụ có thể phát hiện được. Tính kim loại của ngôi sao vẫn chưa được biết, với các giá trị mâu thuẫn là 40% hoặc 160% so với kim loại của mặt trời được báo cáo.

## Hệ hành tinh
Hai ứng viên hành tinh trong hệ thống Kepler-160 được phát hiện vào năm 2010, được xuất bản vào đầu năm 2011  và được xác nhận vào năm 2014. Các hành tinh Kepler-160b và Kepler-160c không có cộng hưởng quỹ đạo mặc dù tỷ lệ chu kỳ quỹ đạo của chúng gần với 1: 3. Hành tinh KOI-456.04 hay Kepler-160e là hành tinh được phát hiện và năm 2020,hành tinh này nằm trong vùng có thể sống được của ngôi sao.Hành tinh Kepler-160d là một hành tinh có khối lượng từ 1 đến 100,hành tình có thể là hành tinh khí khổng lồ giống sao Thổ,chu kì quay là 7 đến 50 ngày.
| tên các hành tinh trong hệ sao | Khối lượng | Trục bán nguyệt (AU) | Chu kỳ quỹ đạo (Ngày) | Độ lệch tâm | Độ nghiêng | Bán kính |
| ------------------------------ | ---------- | -------------------- | --------------------- | ----------- | ---------- | -------- |
| b                              | -          | 0,05511              | 4,309397              | 0           | -          | 1,715 R⊕ |
| c                              | -          | 0,1192               | 13,699429             | 0,004       | -          | 3,76 R⊕  |
| d(có thể tồn tại)              | 1-100 M⊕   | -                    | 7-50                  | -           | -          | -        |
| KOI-456.04 (có thể tồn tại)    | -          | 1,089                | 378,417               | 0,012       | -          | 1,91 R⊕  |